# Clypeola jonthlaspi
Clypeola jonthlaspi är en korsblommig växtart som beskrevs av Carl von Linné. Clypeola jonthlaspi ingår i släktet Clypeola, och familjen korsblommiga växter. Inga underarter finns listade i Catalogue of Life.
Blomman är vit i början och bleknar sedan till gul.